# Benediktinerstraße 5 (Mönchengladbach)

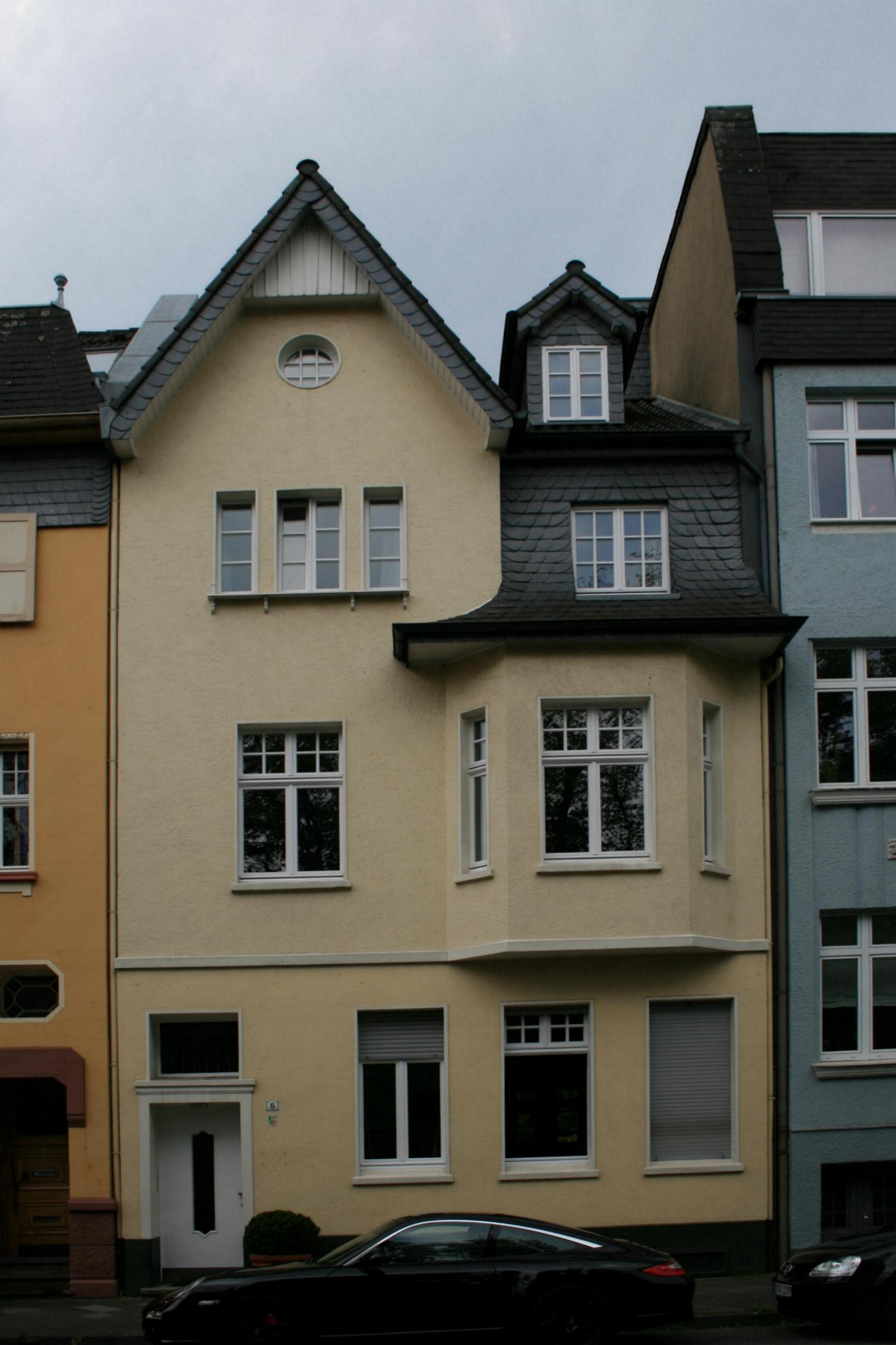
Wohnhaus (2010)

Das Wohnhaus Benediktinerstraße 5 steht in Mönchengladbach (Nordrhein-Westfalen).
Das Haus wurde um 1902 erbaut. Es ist unter Nr. B 135 am 9. März 1994 in die Denkmalliste der Stadt Mönchengladbach eingetragen worden.

## Lage
Die Benediktinerstraße liegt in unmittelbarer Nähe zum Bunten Garten.

## Architektur
Bei dem Objekt handelt es sich um einen zweigeschossigen Putzbau mit Mansardgeschoss in asymmetrischer Gliederung. Akzentuierung der linken Fassadenhälfte durch weit vorkragenden Dreiecksgiebel, des rechten Fassadenabschnittes durch dreiseitig gebrochenen Erker mit verschieferter Dachfläche.